# ديناميكا الكم
في الفيزياء، ديناميكا الكم هي النسخة الكمومية للديناميكا الكلاسيكية. تتعامل ديناميكا الكم مع الحركات، وتبادل الطاقة والزخم للأنظمة التي يخضع سلوكها لقوانين ميكانيكا الكم. ديناميكا الكم ذات صلة بالمجالات المزدهرة، مثل الحوسبة الكمومية والبصريات الذرية.
في الرياضيات، ديناميكا الكم هي دراسة الرياضيات وراء ميكانيكا الكم. على وجه التحديد، كدراسة للديناميكا، يبحث هذا المجال في كيفية تغير مراقبات ميكانيكا الكم بمرور الوقت. بشكل أساسي، يتضمن هذا دراسة الأشكال الآلية ذات المعلمة الواحدة للجبر لجميع المؤثرين المقيدين في فضاء هيلبرت للملاحظة (وهي عوامل مؤثرة ذاتية). تم فهم هذه الديناميكيات في وقت مبكر من الثلاثينيات، بعد أن عمل ويغنر وستون وهان وهيلينجر في هذا المجال. في الآونة الأخيرة، درس علماء الرياضيات في هذا المجال أنظمة ميكانيكا الكم غير القابلة للعكس على جبر فون نيومان.